# Beke Márton
Beke Márton (bekeházi) 18. századi ügyvéd.

## Élete
Zala vármegyei származású, a széptudományokban, bölcseletben és jogtudományokban jártas volt; eleinte az elemi úgynevezett nemzeti iskolákban tanította a latin nyelvet, számtant, szépírást és más elemi tantárgyakat; azután Körmöcbányára hivatott meg a humaniórák tanítására, hol 1791-ben, mikor tanszékét elfoglalta, tanítványaihoz a hazai nyelv művelése érdekében beszédet tartott, mely a Hadi s más Nevezetes Történetekben (IV. 1791. 658. l.) jelent meg. Beszédében leírta a magyar nyelv megőrzésének és a magyarság fennmaradásáért való küzdelem fontosságát.

## Munkái
Topographia inclytorum comitatuum Nagy-Hontensis et Neogradiensis. Budae, 1791.
Horányi és a Hadi Történetek még két fordítását (Eckartshausen után) említik, melyek azonban kéziratban maradtak.